# Дендробиум Линдли
Дендробиум Линдли (лат. Dendrobium lindleyi) — многолетнее травянистое растение семейства Орхидные, или Ятрышниковые (Orchidaceae).
Вид не имеет устоявшегося русского названия, в русскоязычной литературе чаще используются научное название Dendrobium lindleyi или синоним Dendrobium aggregatum (Дендробиум скученный, или Дендробиум агрегатум).

## Синонимы
По данным Королевских ботанических садов в Кью. 

Гомотипные синонимы:
- Dendrobium aggregatum Roxb., 1832, nom. illeg. basionym
- Callista aggregata Kuntze, 1891

Гетеротипные синонимы:
- Epidendrum aggregatum Roxb. ex Steud., 1840
- Dendrobium alboviride var. majus Rolfe, 1932
- Dendrobium lindleyi var. majus (Rolfe) S.Y.Hu, 1973

## Этимология
Растение названо в честь английского ботаника Джона Линдли.
Английское название: Lindley’s Dendrobium.
Тайское название — Ueang Phund.

## Природныеразновидности
- Dendrobium lindleyi var. majus (Rolfe) S.Y.Hu 1973[5]

## Биологическое описание
Миниатюрное, вечнозеленое, симподиальное растение.
Псевдобульбы веретеновидные, однолистные, менее 10 см длиной.
Листья жесткие, суккулентные, 6—15 см длиной.
Соцветие — кисть, 10—30 см длиной, несет 5—15 цветков.
Цветки ароматные, изменчивы по окраске от почти белого до темно-оранжевого цвета, 2—5 см в диаметре.

## Распространение, экологические особенности
Индия, Бутан, Южный Китай, Бирма, Таиланд, Лаос и Вьетнам. В Таиланде растет в горах на севере страны, на высотах от 650 до 1400 метров над уровнем моря.
Эпифит. Горные леса.
Средняя температура воздуха летом (день/ночь): 26—28 °C / 19—20 °C, зимой 25—28 °C / 9—10 °C.
Цветение (в Таиланде): март — май.
Относится к числу охраняемых видов (II приложение CITES)

## В культуре

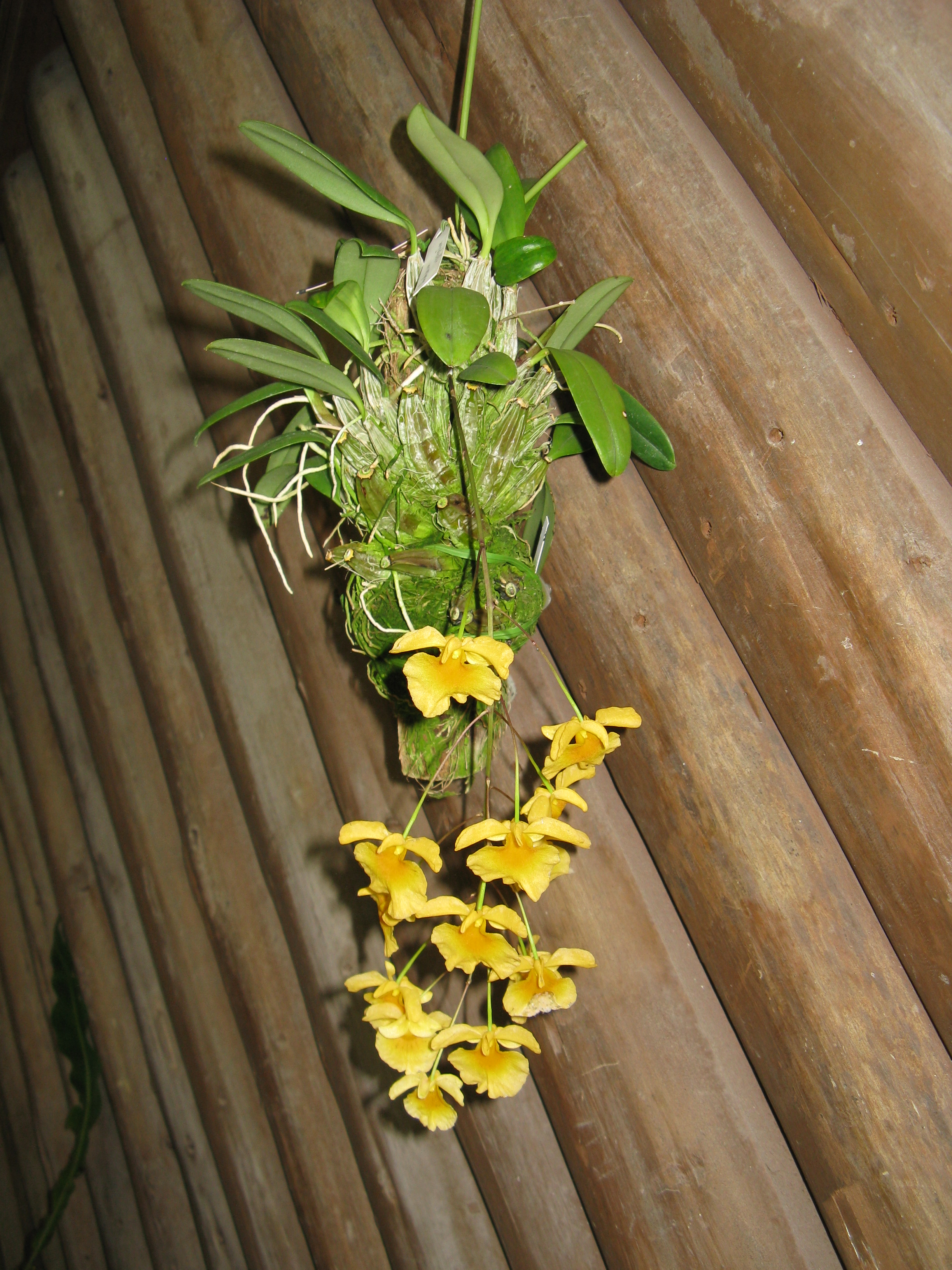
Дендробиум Линдли

Температура воздуха летом: 26—28 °C днем, 19—20 °C ночью. С осени до весны: 25—28 °C днем, 9—10 °C ночью.
Посадка на блок или в корзинку для эпифитов с сосновой корой средней и крупной фракции. Субстрат не должен препятствовать движению воздуха.
Период покоя с осени до весны. В это время растение практически не поливают. Сухое содержание должно продолжаться до того момента пока цветонос не достигнет 2,5 см в длину.
Относительная влажность воздуха 60—80 %.
Свет: 35000—45000 люкс, яркий рассеянный свет, прямое солнце в утренние и вечерние часы. Наибольшее количество света требуется в период покоя. При недостаточном освещении растение не цветет.
Удобрения с высоким содержанием азота предпочтительны в период с весны до середины лета, с высоким содержанием фосфора — в конце лета и осенью. Зимой растения не удобряют.